# Ernesto De Curtis
Ernesto De Curtis (Napoli, 4 ottobre 1875 – Napoli, 31 dicembre 1937) è stato un compositore italiano.

## Biografia
Era figlio di Giuseppe ed Elisabetta Minnon e pronipote del celebre musicista Saverio Mercadante.
Studiò pianoforte e si diplomò al Conservatorio di San Pietro a Majella.
Scrisse la musica (con il fratello Giambattista, poeta e pittore, che ne curò il testo) della celeberrima canzone Torna a Surriento.

## Opere
Tra il 1897 fino alla morte nel 1937 scrisse centinaia di canzoni. Tra le sue composizioni più famose, si ricordano:
- Tu ca nun chiagne
- Voce 'e notte
- Ti voglio tanto bene
- Non ti scordar di me
- Mandulinata
- Duorme Carmé.
- Torna a Surriento